# Wilhelm Schneemann
Wilhelm Schneemann († nach 1939) war ein SA-Brigadeführer und kaufmännischer Direktor der Bayerischen Elektrizitäts-Lieferungsgesellschaft AG (B.E.L.G.) in Bayreuth.
Er wurde am 1. Juli 1933 zum SA-Brigadeführer ernannt. Am 25. September 1933 wurde er als neuernannter kaufmännischer Direktor zum neuen Vorstandsmitglied der Bayerischen Elektrizitäts-Lieferungsgesellschaft AG bestellt.